# Wallaba decora
Wallaba decora là một loài nhện trong họ Salticidae.
Loài này thuộc chi Wallaba. Wallaba decora được Elizabeth Bangs Bryant miêu tả năm 1943.